# Дерудеджийство
Дерудеджийство, дерухдеджийство или дерудеджилък (от дер ухде – в задължение) е форма на покровителство в Османската империя, при която влиятелни мюсюлмани се обявяват за покровители на дадено село, поемат задължението да изплащат данъците му и да го защитават от произволи на разбойници и чиновници. Тъй като защитените са длъжни да връщат парите с лихви, дерудеджийството е начин за експлоатация на селяните и изпадането им дългова зависимост. Един от начините за образуване на чифлици е чрез системата на дерудеджийството.
Често дейността на дерудеджиите е чисто лихварска. За защитита, която осигуряват, дерудеджиите получават и постоянна заплата (деруд). В периода на реформите в Османската империя дерудеджийството е забранено, но въпреки това то просъществува до началото на ХХ век, като дерудът, който се събира, често се превръща във форма на рекет. Дерудеджиите сключват договори за защита от разбойници с цели села или отделни техни жители – скотовъдци, търговци и т.н.

През ХІХ и началото на ХХ век дерудеджийството е особено разпространено в Западна Македония. Дерудеджии обикновено са главатари на албански разбойници, към които се обръщат за защита богатите скотовъдци или цели села. Георги Трайчев пише, че първата работа на кяите (кехаите) в Галичник е да осигурят дерудеджии „безъ които е немислимо сѫществуването на каква и да е къшла“. Заплаща им се по 2-3 гроша на овца. Във вестник Дебър от 30 юли 1905 г. е отбелязано:
| „ | Дерудеджилъкът е най-голямата язва за българското население в Македония. Има села, които плащат по 100-500 турски лири за едрия добитък на разни аги и бейове. | “ |

Една от дейностите на четите на ВМОРО е борбата срещу дерудеджиите. Дерудеджийството продължава и след Хуриета от 1908 година. Вестник „Дебърски глас“ от 7 юни 1909 година разказва за отказа на кехаята Васил Чоланчев от Галичник да наеме дерудеджии и пише: 
| „ | Дерудеджилъкът по нашите места е грозна съсипия за българите: те теглиха от него при стария режим, не могат да се освободят и при новия. Диви и нахални са дерудеджиите: те искат на всяка цена да се натрапят на кехаларите. | “ |